# Not a Bad Thing
«Not a Bad Thing» es una canción grabada por el cantante y compositor estadounidense Justin Timberlake para su cuarto álbum de estudio, The 20/20 Experience (2 of 2) (2013). Fue escrito y producido por Timberlake, Timothy "Timbaland" Mosley y Jerome "J-Roc" Harmon, con la escritura adicional de James Fauntleroy. Fue lanzado como el tercer sencillo del álbum el 24 de febrero de 2014 a través de descarga digital.

## Posicionamiento en listas
| Listas (2013)              | Mejor posición |
| -------------------------- | -------------- |
| Corea del Sur (Gaon Chart) | 88             |

| Listas (2014)                      | Mejor posición |
| ---------------------------------- | -------------- |
| Canadá (Canadian Hot 100)          | 9              |
| Dinamarca (Tracklisten)            | 16             |
| Estados Unidos (Billboard Hot 100) | 8              |
| Estados Unidos (Adult Top 40)      | 1              |
| Estados Unidos (Mainstream Top 40) | 1              |
| Irlanda (IRMA)                     | 38             |
| Corea del Sur (Gaon Chart)         | 25             |

## Historial de lanzamientos
| País           | Fecha                 | Formato                 | Discográfica |
| -------------- | --------------------- | ----------------------- | ------------ |
| Alemania       | 24 de febrero de 2014 | Descarga digital        | Sony         |
| Reino Unido    | 24 de febrero de 2014 | Descarga digital        | RCA          |
| Estados Unidos | 24 de febrero de 2014 | Descarga digital        | RCA          |
| Estados Unidos | 25 de febrero de 2014 | Radio hit contemporánea | RCA          |